# Helmer Linderholm
Helmer Linderholm, född 9 februari 1916 i Onsala, död 23 juni 1982 i Bångbro, var en svensk författare som var mest känd för sina historiska romaner.

## Biografi
Linderholm föddes i Halland, närmare bestämt i Onsala där han bodde i fyra år. Fadern flyttade sedan sin verksamhet till Bångbro i Bergslagen där sedan Linderholm kom att bo en stor del av sitt liv. Familjen bestod förutom Helmer av fadern Justus, modern Ebba samt tre bröder och två systrar.
Helmer Linderholm gick fem år i folkskola, senare i livet ägnade han sig åt korrespondensstudier och tog studentbetyg i svenska, engelska, tyska och historia.
Linderholms far och farfar var bagare och det blev också detta yrke han utbildade sig till.
Men han	var tidigt intresserad av bland annat bergsbrukets historia, gamla berättelser och finsk kolonisation. Han hade dessutom en släkting, Olof Linderholm, som 1790 hade skrivit en doktorsavhandling om Värmlands finnar. 
På trettiotalet	flyttade han till Stockholm för att utbilda sig i sitt yrke. Han blev kvar där till slutet av fyrtiotalet och gjorde också beredskapstjänstgöring i militären under denna tidsperiod. Krigsminnena gav upphov till två av hans tidiga böcker. När denna period var till ända begav han sig hem till Bångbro där han så småningom övertog faderns bagerirörelse. På lediga stunder fortsatte han sitt författande och i början av sextiotalet blev han författare på heltid. 
1958 startade han en hembygdscirkel i ABF:s regi som var igång ända till 1982. Man gjorde 3-4 utflykter vår och höst till olika utflyktsmål av historiskt intresse.
Linderholm var också medlem i Nya Kopparbergs Bergslags hembygdsförening, ett tjugotal år ledamot i Ljusnarsbergs kulturnämnd samt lika länge ombud för länsantikvarieämbetet i Örebro län med uppgift att rapportera nyupptäckta forn- och kulturminnen.
Han avled till följd av en hjärtattack 1982. Linderholm är begravd på [Kopparbergs kyrkogård i Linderholms familjegrav].

## Författarskapet
Många av hans verk utspelar sig i Bergslagen. Han skrev företrädesvis historiska romaner och ungdomsböcker, men även faktaböcker och dramatik.                                     
Det handlar i hans verk bland annat om svedjefinnar (Svedjefolket, Berget och lågorna), bergsmän (i till exempel Eldforsen och Berget i brand), indianer och Nya Sverige (Den sköna flodens land, Vid blå bergens gräns med flera) och gotländska köpmän (i till exempel Lammet och stormbocken och Gutabaggen kämpar). Amisko-serien var en serie prisbelönta ungdomsromaner som utspelar sig bland indianer. I romanerna förekommer ofta maktmänniskor och grupper av människor som kämpar mot en övermakt.
Linderholm hade	ingående kunskaper om tid och miljö som	inhämtats genom läsning, forskning och resor. Hans produktion omfattar omkring trettio romaner, tre novellsamlingar, omkring tio ungdomsböcker och även facklitteratur.

## Priser och utmärkelser, i urval
- 1981 - Nils Holgersson-plaketten för Amiskoserien